# Gölen (Älmeboda socken, Småland)
Gölen är en sjö i Tingsryds kommun i Småland och ingår i Nättrabyåns huvudavrinningsområde. Sjön har en area på 0,0817 kvadratkilometer och ligger 129 meter över havet.

## Delavrinningsområde
Gölen ingår i det delavrinningsområde (626910-147043) som SMHI kallar för Utloppet av Kvesen. Medelhöjden är 146 meter över havet och ytan är 41,53 kvadratkilometer. Det finns inga avrinningsområden uppströms utan avrinningsområdet är högsta punkten. Avrinningsområdets utflöde Nättrabyån mynnar i havet. Avrinningsområdet består mestadels av skog (70 procent) och jordbruk (10 procent). Avrinningsområdet har 2,37 kvadratkilometer vattenytor vilket ger det en sjöprocent på 5,7 procent.